# 스미토모 중공업
스미토모중공업(住友重機械工業株式会社, Sumitomo Heavy Industries, Sumitomo Jūkikai Kōgyō Kabushiki-gaisha, SHI)은 산업 기계, 자동화기, 선박, 교량 및 강철 구조물, 재활용, 동력 전달 장비, 플라스틱 성형 기계, 레이저 가공 시스템, 입자 가속기, 자재 취급 시스템, 암 진단 및 치료 장비 등을 포함한 환경 보호 장비의 통합 제조업체이다.

## 제품
- 62식 기관총
- 굴착기
- 아스팔트 피니셔